# Hwang Dong-hyuk
Hwang Dong-hyuk (* 26. Mai 1971 in Seoul) ist ein südkoreanischer Filmregisseur und Drehbuchautor. Seine vier Langfilme erreichten über 18 Millionen Kinobesucher in Südkorea, und seine Serie Squid Game entwickelte sich zur erfolgreichsten Serie auf Netflix.

## Leben
Nachdem Hwang Dong-hyuk sein Studium im Fach Communications an der Seoul National University abgeschlossen hatte, drehte er einige Kurzfilme. Er setzte dann sein Studium fort, in den USA im Masterstudiengang Film Production an der University of Southern California. Sein Abschlussprojekt, der Kurzfilm Miracle Mile, handelt von einem koreanisch-US-amerikanischen Taxifahrer (gespielt von Karl Yune), der einer jungen Koreanerin hilft, ihren Bruder zu finden, der zwanzig Jahre zuvor von einer US-amerikanischen Familie adoptiert wurde. Der Film lief auf über vierzig Filmfestivals und erhielt zahlreiche Auszeichnungen, unter anderem den DGA Student Film Award und den Student Emmy Award.
Für seinen ersten Langfilm wählte Hwang erneut das Thema Adoption. My Father basiert auf der wahren Geschichte des adoptierten Aaron Bates. Als dieser als US-Soldat in Südkorea stationiert ist, begibt er sich über das Fernsehen auf die Suche nach seinen biologischen Eltern. Dabei erfährt er, dass sein Vater aufgrund eines Mordes zum Tode verurteilt wurde.
Hwangs nächster Film entwickelt sich zu einem der erfolgreichsten des Jahres 2011. Silenced (Dogani) ist die Verfilmung von Gong Ji-youngs gleichnamigen Roman, der wiederum auf einer wahren Begebenheit an der Gwangju-Inhwa-Schule basiert. An dieser Schule für Gehörlose wurden Schüler von ihren Lehrern misshandelt und vergewaltigt. In den Hauptrollen sind Gong Yoo und Jung Yu-mi zu sehen. Der Film erreichte knapp 4,7 Millionen Kinobesucher in Südkorea und entfachte großes Medieninteresse. Der Fall wurde nach dem Film neu aufgerollt und es wurde ein Gesetz erlassen, das die Verjährungsfrist bei Missbrauchsfällen gegen Minderjährige und Behinderte aufhob.
Mit seinem dritten Film schlug Hwang einen neuen Stil ein. Widmeten sich seine vorherigen Werke ernsten und sozialen Themen, stellt Miss Granny eine Familienkomödie dar. Dabei verwandelt sich eine 74-jährige Frau zurück in ihr 20-jähriges Selbst. Der Film erreichte in Südkorea knapp 8,7 Millionen Kinobesucher. Innerhalb weniger Jahre wurde Miss Granny zu einem der am meisten „neu aufgelegten“ Filme aller Zeiten. Der Film erhielt Remakes in China, Vietnam (2015), Japan, Thailand (2016), Indonesien (2017), den Philippinen (2018), China (2018, neue Fernsehadaption) und Indien (2019).
Mit seinem vierten Film widmete sich Hwang erstmals der Historie und erneut einem ernsteren Thema. In The Fortress mit Lee Byung-hun und Kim Yoon-seok verfilmte er Kim Hoons gleichnamigen Roman, der von einer der verheerendsten Niederlagen Koreas erzählt.
2020 produzierte er den Heist-Movie Collectors (Dogul), bei dem Park Jung-bae Regie führte.
2021 gelang es Hwang, mit Squid Game eine der erfolgreichsten Netflix-Serien zu produzieren. In der Serie treten 456 verschuldete Personen in einem geheimen Wettbewerb um Leben und Tod gegeneinander an. Das Preisgeld beträgt 45,6 Milliarden Won. Lee Jung-jae in der Hauptrolle nimmt auch am Wettbewerb teil. In seiner Rolle rutschte er nach Entlassung, Scheidung und Spielsucht in die Armut ab. Hwang war vom Erfolg der Serie sehr überrascht und führt diesen auf die Einfachheit der Handlung zurück, die eine Satire auf die Wettbewerbsgesellschaft sei. Die Zuschauer fühlten sich wohl angezogen von Ironie, wie hoffnungslose Erwachsene ihr Leben in Kinderspielen riskieren. Zudem seien die Spiele sehr einfach, sodass sich die Zuschauer auf die Figuren fokussieren können anstatt auf die Spielregeln. Hwang hatte erstmals 2008 die Idee zu Squid Game, als er verschiedene Survival-Genre-Filme sah sowie -Romane und -Comics las, wie Die Tribute von Panem und Battle Royale, wobei sich Hwang vorstellte, wie es wäre, selbst dabei zu sein.

## Filmografie
- 2005: Miracle Mile (기적의 도로 Gijeok-ui Doro, Kurzfilm, Regie, Drehbuch, Schnitt)
- 2007: My Father (마이 파더, Regie, Drehbuch)
- 2011: Silenced (도가니 Dogani, Regie, Drehbuch)
- 2014: Miss Granny (수상한 그녀 Susanghan Geunyeo, Regie)
- 2017: The Fortress (남한산성, Regie, Drehbuch)
- 2020: Collectors (도굴 Dogul, Produzent)
- 2021: Squid Game (오징어 게임, Serie, Regie, Drehbuch)